# Barna Management School
Barna Management School se ha consolidado como la principal escuela de dirección del Caribe avalada por la trayectoria y prestigio dado por el nivel profesional de los que pasan por las aulas y en donde la transformación directiva de manera integral forma el eje central de la misma.

## Historia
Fue fundada en mayo de 1999 como "Centro de Alta Gerencia", por empresarios de la República Dominicana. En su oferta académica incluye diversos programas de dirección especializados en diferentes áreas.  En 2005, se configura como Business School, con la llegada de su Decano Fundador, el Profesor Francisco Javier Bernal V., más adelante Profesor Emérito. 
A partir de entonces se creó un sólido vínculo con el empresariado dominicano por medio del Consejo Académico Empresarial (CAE).  Éste incide en las directrices estratégicas de la escuela de acuerdo a la situación socio empresarial e institucional del país y de la región. 
Entre los miembros de este Consejo se encuentran reconocidos empresarios como Felipe Vicini, Manuel Díez, Álvaro Martínez-Echevarría, Lawrence Hazoury, Amelia Vicini, Carlos Guillermo León, Ligia Bonetti, Carlos Valiente, Juan Carlos Rodríguez Copello, Héctor Jose Rizek, Celso J. Marranzini, Felipe Pages, Ignacio Guerra. 
Sus programas orientados a la Formación de Directivos: "Que sean reconocidos como líderes", la ubica a la vanguardia de la educación directiva. 
En 2009 Barna hace una nueva configuración de su Gobierno Corporativo, incluyendo a empresarios distinguidos por su trayectoria. En el año 2016 fue reconocida por la revista Forbes como una de las mejores veinte Escuelas de Latinoamérica. En el 2017 ofrecen por primera vez el programa de Liderazgo en Gestión Pública con el interés de aumentar su impacto no solo en la comunicad directiva de negocios sino también en la pública.
Ha firmado diversos acuerdos internacionales con otras escuelas de dirección, tales como IAE, IPADE, IESE, EDDE, INALDE, entre otras. En 2001 pasa a ser escuela de alta dirección, además el Ministerio de Educación de España reconoce a Barna como una institución válida para impartir Maestrías en convenio con la Universidad de Barcelona.
En el año 2003 la Secretaría de Estado de Educación Superior Ciencia y Tecnología (SEESCYT) la aprueba como Instituto Especializado de Educación Superior y la avala para impartir programas tanto de grado como de postgrados en el área de negocios.

## Programas
Barna ofrece programas de maestrías de tales como:
- EMBA - Executive Master in Business Administration[3]
- MBA - Master in Business Administration[3]

Además:
- Alta dirección (PADE)
- Desarrollo Directivo (PDD)
- Programa de alto potencial (PAP)
- Programa de Liderazgo en la gestión pública (PLGP)

Sus programas "a medida" (PAM) han hecho de Barna especial aliado del empresariado, pues solucionan problemas de dirección y negocios en todas las áreas de la empresa

## Autoridades
La institución está dirigida por el empresariado de la República Dominicana representado en el Consejo Académico Empresarial (CAE)